# لقب شرفي

اللقب الشرفي أو اللقب الفخري هو سابقة أو لاحقة اسمية تضاف إلى اسم الشخص ضمن سياق معين وذلك بغرض التشريف. يمكن أن يكون اللقب الممنوح تكريماً لعمل معين أو بناء على منصب رسمي حكومي أو نتيجة مؤهلات علمية.

## الأنواع
يتضمن اللقب الشرفي مفهوم أسلوب المخاطبة مع الآخرين باستخدام ألقاب عامة مثل السيد أو السيدة؛ كما يمكن أن يكون اللقب ممنوحاً لأن الشخص من طبقة النبلاء، وخاصة في أوروبا، أو أن بسبب الحصول على شهادة جامعية.

## اقرأ أيضاً
- لقب